# Kusaal
Le kusaal, aussi appelé kusasi, est une langue oti-volta du groupe des langues gour, parlée au Ghana par près de 535 000 personnes en 2013, 12 800 personnes au Burkina Faso en 2009 et 1200 personnes au Togo en 2012.

## Écriture
| a | b | d | e | ɛ | f | g | gb | h | i | ɩ | k | kp | l | m |
| n | ŋ | o | ɔ | p | r | s | t  | u | ʋ | w | y | z  | ʼ |   |

La nasalisation est indiquée sur la voyelle : ‹ ã, ẽ, ĩ, õ, ũ ›